# Hylobiont
Hylobiont, hilobiont – organizm, zwierzęcy lub roślinny, zdolny do życia wyłącznie w środowisku leśnym lub wymagający go do przejścia cyklu rozwojowego. Należą tu zarówno zamieszkujące skraje lasów, przesieki i poręby hemiumbrofile, występujące w cienistej głębi lasu umbrofile, jak i gatunki przemieszczające się między stanowiskami leśnymi o różnym zacienieniu. Termin odnosi się także do gatunków owadów wodnych, zasiedlających zacienione, śródleśne zbiorniki wodne. 